# Adamadia Psallida
Adamadia Psallida es una deportista griega que compitió en taekwondo. Ganó una medalla de plata en el Campeonato Europeo de Taekwondo de 2004 en la categoría de –47 kg.

## Palmarés internacional
| Campeonato Europeo | Campeonato Europeo    | Campeonato Europeo | Campeonato Europeo |
| Año                | Lugar                 | Medalla            | Categoría          |
| ------------------ | --------------------- | ------------------ | ------------------ |
| 2004               | Lillehammer (Noruega) | Medalla de plata   | –47 kg             |